# Блинкен, Дональд
Дональд Майер Блинкен (англ. Donald Mayer Blinken; 11 ноября 1925, Нью-Йорк — 22 сентября 2022, Ист-Хамптон, Нью-Йорк) — американский дипломат и предприниматель. Посол США в Венгрии с 1 апреля 1994 по 20 ноября 1997 года. Отец Энтони Блинкена.

## Биография
Родился 11 ноября 1925 года в Нью-Йорке в семье Мориса и Этель Блинкен, евреев по происхождению. Его дед по отцовской линии — писатель Меер Блинкен (Блинкин), уроженец Переяслава Киевской губернии, выпускник Киевского коммерческого училища, публиковавшийся на идише. У Дональда было двое братьев: Роберт и Алан — посол США в Бельгии.
Во время Второй мировой войны служил в воздушном корпусе армии США. В 1948 году окончил Гарвардский университет со специальностью по экономике.
Являлся директором и одним из основателей Warburg Pincus, инвестиционной компании со штаб-квартирой в Нью-Йорке. Был президентом фонда Марка Ротко.
Его сын от брака с Джудит Блинкен — Энтони, в январе 2021 года был назначен на должность государственного секретаря США.
Скончался 22 сентября 2022 года.